# أندرو ديكسون
أندرو ديكسون (بالإنجليزية: Andrew Dixon) هو لاعب دوري الرغبي بريطاني، ولد في 28 فبراير 1990 في سانت هلنز في المملكة المتحدة.

## روابط خارجية
- أندرو ديكسون على موقع ItsRugby.co.uk (الإنجليزية)